# ヒュー・ウィリアムソン
ヒュー・ウィリアムソン（英:Hugh Williamson、1735年12月5日-1819年5月22日）は、アメリカ合衆国の政治家である。ノースカロライナを代表してフィラデルフィアのアメリカ合衆国憲法制定会議に出席し、その署名者となったことでよく知られている。
ウィリアムソンは国際的に名声を得た学者であった。その博学さによって愛国者側の指導的知識人の何人かと懇意になり、翻って政治的観念が湧き出ることで、憲法の文章表現を見出すことになった。アメリカ独立戦争の間、医者としてまた自然科学者として、アメリカの戦争遂行にその注目に値する才能で貢献することになった。ウィリアムソンの生きた時代の卓越した出来事における経験が、穏やかな学者を機敏な政治家と効果的な中央政府を作る運動での決意の固い指導者に変えた。この指導力はフィラデルフィアの憲法制定会議だけでなく、ノースカロライナにおける憲法批准のための議論の間でも遺憾なく発揮された。
ウィリアムソンの経歴は、まさに18世紀の多くのアメリカ人の人生を特徴付ける拠り所の無さを表している。辺境に生まれたウィリアムソンはその長い人生の間のかなりの期間を国内の3つの異なる地域で生活した。この流動性は疑いも無くその民族主義的見解、すなわち州に跨る軍隊と共に従軍したことで強化され、ノースカロライナでの支持者となった農園主や商人の興味で補強された見解の形成に貢献した。これらの経験によって強い中央政府のみが新しい国の政治的、経済的および知的な未来を適切に守り、育て上げることができると確信した。

## 初期の経歴
ウィリアムソンはペンシルベニアの当時は辺境であったチェスター郡で生まれた。若いときはひ弱であったので、家業の洋服屋でその経歴を始めることが憚られた。両親はその代わりに私立の専門学校に入れ、次にフィラデルフィア大学（今日のペンシルベニア大学）に進ませた。ウィリアムソンはこの大学の最初の卒業生の一人として、コネチカットで説教師の資格を得たが、土地の牧師の間で党派的論争があり、また健康障害が再発して牧師になる道を諦めた。学問の世界に戻り、修士号を得ることで1760年に母校の数学教授として雇われることになった。
4年後にまた経歴が変わり、医学の勉強を始めた。オランダで権威あるユトレヒト大学で学位を得て、フィラデルフィアに戻り医院を開業した。同時に多くの独立した科学や教育の計画を追求し、この分野の働きによってアメリカ哲学会の会員になりまたヨーロッパの知的サークルにも迎えられた。
科学や教育における興味はウィリアムソンを直接、政治と愛国者の側に導くことになった。1773年にイングランドに渡って地元の教育計画のための資金を集めに行く途中で、ボストンに立ち寄った。そこで愛国者達がアメリカ・インディアンの扮装をして、イギリスの議会が輸入品に新たに課した税金に抗議して積荷の茶を破壊した、いわゆる有名なボストン茶会事件を目撃した。ロンドンに着くと、枢密院に呼び出され、この反乱者の行動と一般的な植民地事情に付いて証言させられた。
ウィリアムソンはこの出来事の間に政治的に目覚めることになった。マサチューセッツに対して懲罰的手段を形成する過程にあった枢密院議員による質問に答える間に、抑圧は反乱を引き起こすとはっきり警告した。続いて愛国者の立場で中核になってきつつあった議論、すなわちイギリス政府における決定に代表者を送ることを含め、アメリカ人はイギリス人の権利をそのまま享受できるということを表明した。この証言によって、ロンドン在の他のアメリカ人の注目を引いた。ベンジャミン・フランクリンとは科学における互いの興味によって揺るぎない協調関係を作り上げ、また間もなく有名なアメリカの科学者などに加わり、イギリス政府に反対しアメリカの主張に同情的なイギリス人の間の支持を訴えた。
ウィリアムソンは続いてオランダに渡り、科学や教育計画の会合に出席するという隠れ蓑を利用して、愛国者側を支持する小冊子やその他の論文の出版を準備した。オランダにいる間に植民地が独立を宣言したことを知った。ウィリアムソンは海上で捕まえられそうになったのをなんとか逃れ、1777年早くにフィラデルフィアに急行し、大陸軍の医務局勤務を志願した。この時医務局には空きが無かったので、弟と共同事業を始めることを決心し、イギリス軍による海上封鎖を潜って西インド諸島から薬品など貴重品を輸入することにした。このやり方でそれまでの知人や評判を使うことで、戦争遂行のために最善の貢献ができると考え、ノースカロライナのイーデントンを活動拠点にした。ノースカロライナに定着すると、地域の農園主や商人のための医業を始めることになった。

## 軍医
これら様々な活動によってノースカロライナの政治指導者の注目を集めることになった。この地域には海やフロリダの基地からイギリス軍が侵入する恐れがあり、植民地議会はサウスカロライナを援助するために4,000名の軍隊を立ち上げることを議決した。リチャード・キャズウェル知事は少将の位に就任し、これら市民兵の指揮官として出陣したとき、ウィリアムソンを邦の医師および軍医総監に指名したので、ウィリアムソンはこの職を終戦まで続けた。
1780年にチャールストンが陥落したことはアメリカ軍にとって手痛い敗北であっただけでなく、新しいイギリス軍戦略の第1段階が終わったことを示していた。イギリス軍の戦略では、ワシントンの主力軍を北部に縛り付けておく一方で、チャールズ・コーンウォリス将軍の指揮する軍隊が北へ向かって侵攻するというものだった。ジョージアのサバンナとチャールストンを作戦基地として使い、イギリス軍正規兵はノースカロライナやバージニアに進軍することを期待し、一方で地元のロイヤリストからなる民兵隊は正規軍が占領した地域を確保しておいた。この戦略が成功すれば、アメリカ植民地を南部から征服に導けるはずだった。このコーンウォリスの動きに対抗するために、大陸会議はホレイショ・ゲイツ将軍を南部に派遣して南部諸地域の部隊、すなわちキャズウェルのノースカロライナ部隊および急ごしらえのバージニア民兵隊集団から構成される小さな軍隊の指揮を執らせた。
ゲイツはサウスカロライナのキャムデン近くでイギリス軍前進基地の攻撃を試みたが、戦いが始まった時もまだ形成中であった疲れきった民兵隊は総崩れとなり、アメリカはまたしても敗北を味わった。この惨劇を目撃したウィリアムソンは志願して敵の前線の後ろを抜け、傷ついたアメリカ兵の治療をした。この慈悲深い任務に2ヶ月が費やされた。捕虜宿営地に天然痘が流行る恐れが出たとき、コーンウォリスや他のイギリス軍士官と、疫病と戦うための適切な方法について熱心に議論した。その忍耐力と科学的な評価が実を結んだ。イギリス軍はウィリアムソンの助言に従い、疫病に打ち勝った。
1780年の秋に、ウィリアムソンは戦場に戻った。ゲイツを引き継いだナサニエル・グリーン少将が大陸軍正規兵と民兵の共同行動により南部を回復する輝かしい作戦行動を始めた。グリーンの主力軍が一連の戦闘でイギリス軍と戦う一方で、民兵隊は小さな前哨基地や孤立した敵部隊を摘み取っていくことに集中した。「沼の狐」と渾名されたフランシス・マリオンやその他主にサウスカロライナで活動した者達がこれらゲリラ活動で特に記憶されたが、ノースカロライナの部隊もこの戦術を採用した。ウィリアムソンは、ノースカロライナ東部でイギリス軍の活動を抑えることが任務のアイザック・グレゴリー准将の部隊に付けられた。グレゴリーはディズマル・スワンプあたりの広大な地域を拠点とし、その小さな軍隊を危険に曝すことなくイギリス軍をウィルミントンに釘付けにした。予防医学におけるウィリアムソンの大胆な革新的方法、特に衛生と食生活の重要性を未熟な軍隊に熱心に教えたことで、沼地に起居した6ヶ月間事実上病気知らずで指揮できたが、これは18世紀の戦争では極めて稀な偉業だった。

## 政治家
1782年、ウィリアムソンの住む地域の隣人がウィリアムソンをノースカロライナ下院議員に選出し、これを数期間務めることになった。退役兵の権利を規定するために作られたものなど多くの委員会に在籍し、また邦の著作権法を起草した。1782年には、仲間の議員たちがウィリアムソンを大陸会議代表にも選出した。この国政を預かる機関に指名されたことはウィリアムソンにとって自然に政治的意識の高まりとなり、連邦主義の推進者になっていった。独立戦争中の特に両カロライナでの1780年から1781年に掛けての作戦行動で邦間の協働の差し迫る必要性に曝されたその経験は、強い中央政府の軍事的重要性を確信させることになった。邦間の連携を取ることから生まれる経済的な恩恵を認識するようになると、この関心が強まった。1786年、ノースカロライナは、大西洋中部の邦々に影響する経済的な問題を片付けるために招集されたアナポリス会議の代表にウィリアムソンを選んで出席させた。ウィリアムソンの到着はメリーランドでの議論で役割を演じるには遅すぎたが、翌年、フィラデルフィアでの憲法制定会議にノースカロライナ代表としてウィリアムソンを指名したときは、邦間の問題を議論する準備ができていた。
ウィリアムソンは会議のセッションに誠実に出席し、国でも良く知られた民族主義指導者である2人、アレクサンダー・ハミルトンとジェームズ・マディソンの家に起居した。その知的な卓越さや国際的な経歴によって、ノースカロライナの代表団では指導的な役割を引き受けさせることになった。懸命に働ける能力と生まれ着いての良質なユーモア感によって、連邦主義者にとっては貴重な存在になり、新しい政府機関に同意を得るために必要な多くの政治的妥協を生み出していった。
会議が閉会になる少し前に、ウィリアムソンは強い連邦制度を擁護する一連の公開の手紙を執筆した。これら「シルビアスの手紙」は、自分の邦の田舎やしばしば負債に喘ぐ農夫が小さな政府の規制を好むのに対し、海岸地域の商人や農園主集団が中央政府によって厳格に規制された経済を欲している、その邦の多くの実際的な関心に向けられていた。簡単な例を挙げれば、双方のグループにインフレ的な財政と税金の二重の危険性が国内の製造業の成長を阻害すると説明した。ノースカロライナの人々にはその将来の繁栄の基礎として憲法を支持することを勧めた。批准の過程は、アメリカ合衆国が「継ぎはぎの仕組みと一連のご都合主義」に留まるか、あるいは「地球上で最も繁栄し、独立し、幸福な国」になるかを決めるものだと説明した。
フィラデルフィアの閉会に続いて、ウィリアムソンはニューヨークに戻り、大陸会議の最後の会期に参加し、この会議体に対するノースカロライナの勘定に決着を付ける代理人の一人として働いた。この任務のために、ノースカロライナが初めて憲法を検討し、これを否決したヒルスボロ会議には出られなかったが、1789年にファイエットビルで開催された2度目の会議には大きな役割を演じた。ここでは憲法に対する支持者を集めることに成功した。
ウィリアムソンの住む地域の隣人は、最初の連邦議会議員にウィリアムソンを選出した。これを2期務めた後に引退してニューヨークに住み、広い範囲の学術的興味の探求を続けた。その研究について多くの文献を著し、多くの学術団体に参加し、多くの慈善事業にも貢献した。またノースカロライナ大学チャペルヒル校の最初の理事の一人も勤めた。
トーマス・ジェファーソンはフィラデルフィア憲法制定会議でのウィリアムソンの役割を「彼は有能なメンバーであり、鋭い知性があり、仕事に前向きであり、そして高度に博学だった。」という言葉で表現した。

## ウィリアムソンの名前に因む場所
- イリノイ州ウィリアムソン郡
- テネシー州ウィリアムソン郡
- テキサス州ウィリアムソン郡